# Золоті гори
«Золоті гори» (інша назва: «Щаслива вулиця») — радянський художній фільм-драма 1931 року, знятий режисером Сергієм Юткевичем на студії «Союзкіно».

## Сюжет
1914 рік. Отримавши велике військове замовлення, адміністрація петербурзького металургійного заводу «Крутілов і син» залучає нових робітників. Однак на заводі під впливом потужного страйкового руху бакинських нафтовиків назріває страйк. Інженер, син господаря заводу, намагається підкупити колишнього селянина Петра і зробити його ватажком новоприбулих робітників. У цьому інженеру активно допомагає майстер. Петро бере участь у замаху на активіста-робітника Василя. В результаті обставин, що склалися герой змушений доставити додому пораненого більшовика. Потрапивши в середу страйкуючих робітників, Петро вступає в їх ряди і втягується в класову боротьбу. Отриманий з села лист зі звісткою про катастрофічне зубожіння сільського господарства сприяє остаточного переходу Петра в ряди страйкуючих.

## У ролях
- Борис Пославський — Петро, селянин
- Юрій Корвін-Круковський — Крутілов, господар
- Борис Феодосьєв — Крутілов-молодший, син
- Іван Штраух — Василь
- Борис Тенін — Борис («Чубатий»), кочегар
- Микола Мічурін — Микола Іванович, майстер
- Костянтин Назаренко — Кривий
- Микола Шенгелая — бакинець
- Наталія Разумова — дівчина
- Федір Славський — маленький робітник
- М. Шолковський — пристав
- Костянтин Дмитрієв — робітник
- Леонід Кміт — робітник
- Петро Лобанов — робітник
- Іван Савельєв — робітник
- Борис Чирков — робітник
- Степан Каюков — робітник
- Іван Селянин — епізод
- Костянтин Зюбко — епізод
- Наталія Ростова — няня
- Сергій Поначевний — околодочний
- Євгенія Пирялова — панночка біля воріт заводу

## Знімальна група
- Режисер — Сергій Юткевич
- Сценаристи — Андрій Михайловський, Володимир Недоброво, Сергій Юткевич, Олексій Чапигін
- Оператори — Жозеф Мартов, Володимир Рапопорт
- Композитор — Дмитро Шостакович
- Художник — Микола Суворов